# Scutpelecopsis wunderlichi
Scutpelecopsis wunderlichi là một loài nhện trong họ Linyphiidae.
Loài này thuộc chi Scutpelecopsis. Scutpelecopsis wunderlichi được Yuri M. Marusik & Gnelitsa miêu tả năm 2009.